# Philornis lopesi
Philornis lopesi är en tvåvingeart som beskrevs av Márcia Souto Couri 1983. Philornis lopesi ingår i släktet Philornis och familjen husflugor. Inga underarter finns listade i Catalogue of Life.